# 잠자는 숲속의 미녀
잠자는 숲속의 미녀 또는 잠자는 숲속의 공주( - 美女, 프랑스어: La Belle au Bois dormant, "The Beauty sleeping in the Wood", 독일어: Dornröschen, "Little Briar Rose", 영어: The Sleeping Beauty)는 유럽의 고전 동화이다.
샤를 페로의 동화집 및 그림 동화에 수록되었다. 페로는 1697년 《어미 거위 이야기》에 이 동화를 수록했다. 페로 이전인 1634년에 발간된 잠바티스타 바실레의 《Pentamerone》 중 39장 〈해, 달, 그리고 탈리아〉(Sole, Luna e Talia)에도 이 이야기의 요소가 포함되어 있다. 1812년 그림 형제는 독일 북부 포메라니아 지방의 전래 동화를 바탕으로 이 이야기를 자신들의 저서에 수록하였다. 톨킨 교수는 페로의 문화적 존재감은 굉장히 보편적이라, 만약 동화를 이름 대라고 질문하면, 대부분의 사람들이 페로의 모음집 중의 9개의 이야기 중 하나를 인용할 것이라 언급하였다. 그러나 톨킨의 세대 이후, 가장 유명한 "잠자는 숲속의 미녀"는 월트 디즈니의 애니메이션 영화가 되었고, 이는 페로의 원작에 기초를 둔 차이콥스키의 발레만큼이나 주목을 받았다.

## 줄거리

### 그림 동화

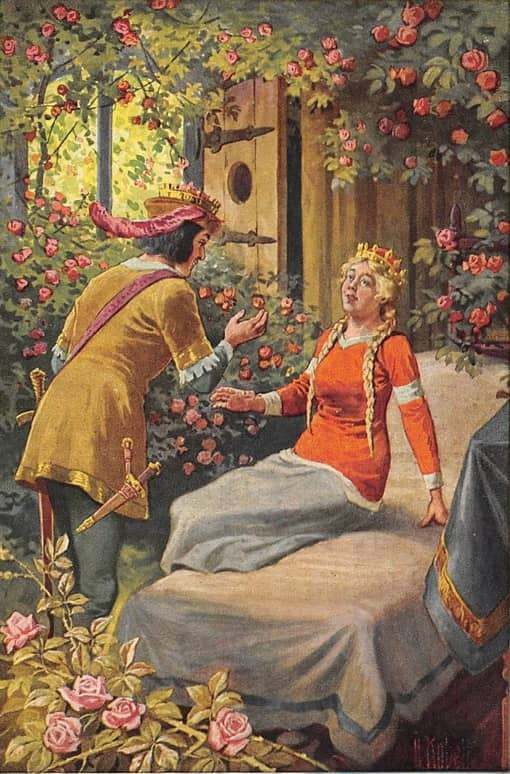
오토 쿠벨 (1868 - 1951)

아이를 간절히 원하던 어느 왕과 왕비가 귀여운 딸을 얻게 되었다. 공주의 탄생을 축하하기 위해 왕은 나라 안의 마법사를 초대하기로 했다. 손님을 대접할 황금 접시가 12개밖에 없었기 때문에 부득이하게 왕은 열두 명의 마법사밖에 초대할 수가 없었다. 초대받은 마법사들은 한 사람씩 공주에게 마법을 걸어 아름다움, 지혜 등 훌륭한 선물을 주었다. 11번째의 마법사까지 선물을 주었을 때, 초대받지 못한 13번째 마법사가 나타나 "공주는 물레 바늘에 찔려 죽을 것이다" 라고 저주를 걸었다. 미처 선물을 주지 않았던 12번째 마법사는 그 저주를 풀 수는 없었지만 대신 죽음이 아닌 100년 동안의 깊은 잠이 들도록 바꾸었다. 왕은 나라안의 모든 물레를 불태우도록 했고, 이런 사실을 모른 채 공주는 무럭무럭 자라나 15세가 되었다. 혼자서 성을 돌아다니던 공주는 탑 꼭대기에서 실을 잣는 노파를 발견했고, 물레바늘에 손을 찔려 깊은 잠에 빠졌다. 공주뿐만 아니라 왕과 왕비, 성 안의 모든 사람들이 잠이 들었고 성안은 가시덤불이 에워싸 아무도 들어갈 수 없게 되었다. 많은 왕자들이 공주를 구하기 위해 성으로 들어가려고 했지만 모두 실패했다. 100년이 지난 후 근처를 지나가던 한 왕자가 소문을 듣고 성을 찾아왔고, 그는 성으로 들어가 공주에게 키스를 했다. 잠에서 깨어난 공주는 왕자와 결혼해 행복하게 살았다.

### 페로 동화
페로의 동화에서는 마법사 대신 여덟 명의 요정이 등장한다. 공주가 잠이 든 후 슬픔에 빠진 왕과 왕비는 성을 떠나고, 나머지 사람들만이 요정의 마법에 의해 잠이 든다. 또한 공주는 왕자의 키스가 아닌 100년의 시간이 흘러 저절로 잠에서 깨어난다. 또한 페로의 버전에서는 결혼한 공주가 두 아이를 얻지만 시어머니인 왕비가 아이들을 잡아먹으려다가 실패한다는 이야기가 있었으나 그림 동화에서는 이 부분이 삭제되었다.

## 번안
소파 방정환이 일본 도요대학교에서 특별청강생으로 공부를 하던 때인 1923년에 펴낸 《사랑의 선물》에 《잠자는 왕녀》라는 제목의 동화로 번안을 하였다. 번안은 다른 언어로 쓴 문학작품을 우리말로 옮길 때에 번역하는 국가의 전통이나 문화에 맞게 옮김이다. 소파 방정환 선생이 번안을 한 《잠자는 왕녀》는 독일의 언어학자들인 그림 형제가 소개한 동화를 조선의 어린이들이 읽기 좋게 쓴 동화이며, 에세이에서 펴낸 《방정환 동화집》에 실려있다.